# Neger (bemannter Torpedo)
Der Neger war im Zweiten Weltkrieg ein von der deutschen Kriegsmarine eingesetzter bemannter Torpedo, ein sogenannter „Ein-Mann-Torpedo“. Der Name Neger geht auf den Marinebaurat Richard Mohr als geistigen Vater dieser Waffe zurück.

## Bau und Funktionsweise
Entwickelt wurde der Neger ab 1943 von der Torpedoversuchsanstalt Eckernförde. Er bestand aus zwei übereinander angeordneten elektrisch angetriebenen G7e-Torpedos. Im oberen Torpedo gab es ein winziges Cockpit mit einer Plexiglashaube, in dem ein mit Atemgerät und Armbandkompass ausgerüsteter Steuerer Platz hatte, während der untergehängte zweite Torpedo mit einer Sprengladung ausgestattet war.
Das gesamte Fahrzeug war ansonsten unbewaffnet. Über ein einfaches Kimme-Korn-Visier in und vor der Glaskuppel konnte das Ziel angepeilt werden. In geeigneter Entfernung wurde der untere Torpedo ausgeklinkt und lief daraufhin alleine weiter. Der obere Teil konnte abdrehen, um im Falle eines Treffers ausreichend Abstand von der Explosion zu haben. Durch seine geringe Größe konnte das Gefährt nur schwer von feindlichen Ortungsgeräten wie Radar und Sonar erfasst werden.

## Probleme

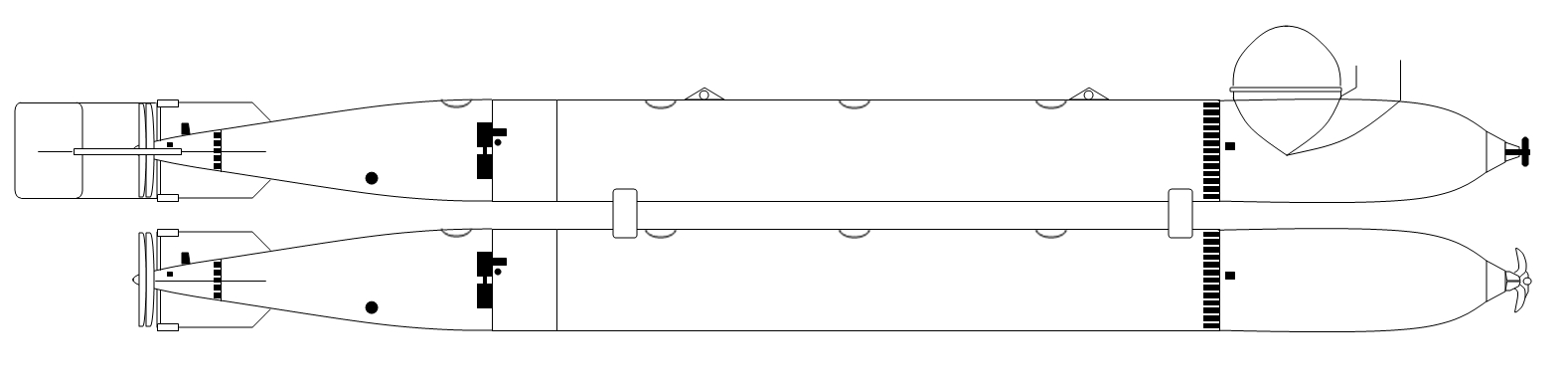
Vereinfachte Darstellung

Der Neger offenbarte schon bei seinen von Johann-Otto Krieg durchgeführten Testfahrten unzählige Mängel. Dazu zählte in erster Linie, dass die Torpedokombination nicht tauchen konnte. Trotz rascher Umbauversuche konnte dieses Problem nicht zufriedenstellend gelöst werden.
Da die Plexiglashaube über der Wasseroberfläche schwamm, war sie sowohl in der Nacht wie am Tag wie eine markante Leuchtboje weithin sichtbar. Selbst bei fahlem Nachtlicht konnte der Neger durch das sich auf der Haube brechende Licht erkannt werden. Man versuchte deshalb, sich mit einer List zu behelfen: Da die Piloten die Plexiglashaube wegen der Notwendigkeit ihrer eigenen Orientierung nicht verdunkeln konnten, sollten sie bei künftigen Angriffen Attrappen aussetzen, die nur aus einer runden Plexiglaskuppel bestanden, an der ein Gewicht hing, um die Kuppel auf dem Wasser tanzen zu lassen. Den Kuppeln wurde ein Gesicht aufgemalt oder der Inhalt wurde mit einem Gummikopf ausgefüllt.

## Einsätze
Insgesamt wurden im Laufe des Krieges etwa 200 Exemplare hergestellt. Im März 1944 stand das erste Versuchsexemplar zur Erprobung bereit. Da der Neger nicht bzw. in späteren Bauausführungen kaum tauchfähig war, wurden die Einsätze ausschließlich zur Nacht durchgeführt. Der erste reguläre Einsatz erfolgte im April 1944, als 37 Einheiten beim Seekampfeinsatz im Raum Anzio-Nettuno gegen alliierte Schiffe eingesetzt wurden. Dabei löste keines der eingesetzten Ein-Mann-Torpedos seinen Torpedo. Außerdem geriet ein Exemplar in die Hände der Alliierten, die dadurch gewarnt waren.
Im Juli und August des Jahres 1944 brachten Einsätze an der Normandieküste gegen an der Operation Overlord teilnehmende Schiffe der Alliierten mehr Erfolg. Der polnische Kreuzer Dragon soll irreparabel beschädigt worden sein, der britische Zerstörer Isis wurde versenkt, wobei allgemein ein Minentreffer als wahrscheinlicher angenommen wird. Mehrere kleinere Kriegsschiffe wurden schwer beschädigt oder versenkt. Dem Obergefreiten Walter Gerhold wurde für die angebliche Versenkung von ORP Dragon am 6. Juli 1944 das Ritterkreuz des Eisernen Kreuzes verliehen (tatsächlich wurde Dragon am 8. Juli durch Oberfähnrich zur See Karl Heinz Potthast irreparabel beschädigt und am 20. Juli als Wellenbrecher selbstversenkt).
Etwa 80 Prozent der Besatzungen kamen bei Einsätzen dieser Ein-Mann-Torpedos ums Leben, meist durch Ersticken, technische Probleme oder feindliches Abwehrfeuer.